# Сэнгер, Ларри
Ла́рри Сэ́нгер (англ. Larry Sanger, полное имя Ло́уренс Марк Сэ́нгер, англ. Lawrence Mark Sanger; род. 16 июля 1968, Белвью, Вашингтон, США) — американский философ; один из сооснователей и главный редактор Википедии в период работы в компании «Bomis», доктор философии.

## Детство и образование
Ларри Сэнгер родился в городе Белвью, штат Вашингтон, вырос в Анкоридже, на юге Аляски. Он стал бакалавром философии в Рид-колледже (Портленд, штат Орегон) в 1991 году. В 2000 году Университет штата Огайо присвоил ему статус доктора философии по философии. В своей научной деятельности Сэнгер исследовал проблему мета-обоснований. Тема его докторской диссертации: «Эпистемическая цикличность: Очерк по проблеме мета-обоснования» (англ. Epistemic Circularity: An Essay on the Problem of Meta-Justification).

## Работа над Википедией
В 2000 году основатель компании «Bomis» Джимми Уэйлс нанял Ларри Сэнгера в качестве главного редактора для новой свободной энциклопедии «Нупедия» (англ. Nupedia). Она составлялась учёными на добровольной основе, и её статьи проходили экспертную оценку. Поэтому Нупедия развивалась очень медленно.
После знакомства с концепцией вики Ларри Сэнгер предложил Уэйлсу применить эту концепцию в отношении Нупедии, чтобы ускорить её наполнение. Это привело к созданию веб-сайта Википедия, который изначально задумывался для предварительной разработки материалов, которые потом были бы размещены в Нупедии. Будучи главным редактором Википедии, Сэнгер придумал само название проекта — «Википедия», а также сформулировал основную часть политики, принципов и правил Википедии и её сообщества.
C конца апреля по конец июля 2001 года жил в Ижевске (Россия, Удмуртская Республика).
В феврале 2025 года Ларри Сэнгер попросил генерального директора Tesla Илона Маска расследовать, в каких подразделениях правительства Соединенных Штатов "есть сотрудники, которым платят за редактирование, мониторинг, обновление или лоббирование Википедии", и выступил за то, чтобы такие отделы "были лишены финансирования". Маск ответил: "Хорошая идея".

### Отставка
1 марта 2002 года Сэнгер опубликовал заявление об отставке. В нём он заявил, что с начала февраля работал над Википедией и Нупедией в режиме неполного рабочего дня и без оплаты, что главной причиной его ухода стало отсутствие достаточного количества времени для работы над энциклопедиями в условиях, когда он вынужден тратить время на зарабатывание денег и поиск работы.
После увольнения Сэнгера «Википедия» продолжила бурный рост и вошла в сотню самых популярных сайтов всемирной паутины, а Нупедия без участия Сэнгера прекратила существование в том же 2002 году.
В конце 2004 года Сэнгер заявил, что «в проекте существовала ядовитая социальная и политическая атмосфера», с которой он не мог мириться. И также заявил, что хотя «высоко ценит достоинства Википедии» и хорошо знает и поддерживает «миссию и терпимую политику Википедии», всё же у проекта имеются серьёзные проблемы. Сэнгер написал, что существует кризис доверия к проекту со стороны общества и что проект соединил «трудных людей, троллей и их вдохновителей в злокачественную опухоль». Эти проблемы, по мнению Сэнгера, вытекают из «антиэлитаризма» проекта, его презрения ко всему элитарному и отсутствия уважения к экспертам. Он отметил тот факт, что поскольку в Википедии может принимать участие кто угодно, в ней появились люди (в том числе психически больные), которые тратят очень много времени на то, чтобы отнимать время у других людей.
В 2015 году Ларри Сэнгер заявил, что для него Википедия стала разочарованием, поскольку она была захвачена троллями и участниками, чей антиэлитаризм поставил крест на достоверности статей. По словам Сэнгера, Википедия напоминает «психбольницу, которой управляют сумасшедшие».
В августе 2021 года в интервью лондонской The Sunday Times Сэнгер возражал против описания Википедией псевдонаучных медицинских направлений, таких как гомеопатия, как «лженауки». Он считал, что в таком определении отсутствует истинный нейтралитет. Согласно The Sunday Times, Википедия отвергла обвинения Сэнгера в том, что она имеет определённую политическую предвзятость, а представитель энциклопедии заявил, что сторонние исследования показали, что редакторы Википедии имеют разнообразные идеологические точки зрения и «чем больше людей участвует в процессе редактирования Википедии, тем более нейтральными становятся статьи».
В интервью Fox Nation в марте 2022 года Сэнгер ещё раз сказал, что Википедия отказалась от своей политики нейтралитета и что «количество людей, которым разрешено иметь какое-либо влияние на Википедию, было значительно сужено».

## После Википедии
После увольнения Сэнгер вернулся в мир науки и сейчас преподаёт философию в Университете штата Огайо. Сэнгер увлечён эпистемологией с акцентом на философии XVII века и этике. В свободное время Ларри Сэнгер преподаёт и сам исполняет на скрипке ирландскую народную музыку в городах Дейтон и Колумбус в штате Огайо.
Сэнгер также был основателем и главным редактором «Обзора новостей 2000 года от Сэнгера» (англ. «Sanger’s Review of Y2K News Reports») для тех, кто ожидал глобальной катастрофы с наступлением 2000 года. Он также управляет сайтом о скрипичных традициях ирландского графства Донегол.
В декабре 2005 года стало известно, что Сэнгер участвует в создании проекта, альтернативного Википедии. По его словам, новый портал, включающий в себя, помимо прочего, энциклопедию, будет больше опираться на знания экспертов. Название нового портала — «Цифровая Вселенная» (англ. «Digital Universe»). Для руководства новым проектом Ларри Сэнгер уже основал фирму — «Фонд цифровой Вселенной» (англ. «Digital Universe Foundation»). Для проекта было собрано 10,5 млн долларов, и в январе 2006 года проект появился в Интернете. Пилотная версия проекта насчитывает приблизительно 50 порталов.
27 сентября 2006 года Сэнгер взял «отпуск» в «Цифровой Вселенной», чтобы основать полностью независимый фонд «Citizendium» (от англ. citizens' compendium — справочник гражданина), цель которого — избавиться от слабых мест Википедии. Основное отличие Citizendium от Википедии состоит в отсутствии анонимного редактирования — чтобы начать работу, каждый автор должен будет представиться и сообщить своё настоящее имя. В первом пресс-релизе 17 октября 2006 года Сэнгер заявил, что этот фонд «скоро попытается сместить Википедию с места одного из основных источников информации в Сети». Но из-за строгих требований к участникам Citizendium не обрёл популярности (на 2020 год было всего 17 тысяч статей) и стал постепенно умирать, а в 2020 году Сэнгер и вовсе передал право собственности на доменное имя Citizendium Пэту Палмеру.
В 2010 и 2011 годах он продолжил разработку веб-приложения для обучения чтению для начинающих читателей, которое было запущено в 2012 году под названием Reading Bear.
В феврале 2013 года Сэнгер объявил о проекте краудсорсингового новостного портала Infobitt, написав в Твиттере: «Мой новый проект покажет миру, как создавать высококачественный контент с помощью краудсорсинга — проблему, которую я давно хотел решить. Не вики». Сайт, который должен был стать краудсорсинговым агрегатором новостей, был запущен в декабре 2014 года, но в июле 2015 года у него закончились деньги.
В декабре 2017 года присоединился в качестве директора по информационным технологиям к проекту Эврипедия, представляющему собой аналог Википедии на технологии блокчейн и с существенно ослабленными критериями вхождения информации.
1 июля 2019 года Сангер выступил за проведение забастовки в социальных сетях 4 и 5 июля, чтобы потребовать от высшего руководства децентрализации платформ социальных сетей до их пользовательских баз, чтобы их пользователи могли установить контроль над своими данными и конфиденциальностью.
В 2020 году Сэнгер работал в консультативном совете блокчейновой компании Phunware.